# Ministério da Segurança Social, da Família e da Criança
O Ministério da Segurança Social, da Família e da Criança foi a designação de um departamento do XVI Governo Constitucional de Portugal. O único titular da pasta foi Fernando Negrão.